# Amorpha juglandis
Amorpha juglandis là một loài bướm đêm thuộc họ Sphingidae. Loài này sống ở Đại Tây Dương tới Dãy núi Rocky và từ miền nam Hoa Kỳ up into parts của Canada.
Sải cánh dài 45–75 mm. Adult moths are nocturnal, being found rarely outside the đầu hours of the night.
Sâu bướm ăn các loài Alder (Alnus), mạy châu (Carya), phỉnut (Corylus), dẻ gai (Fagus), Walnut (Juglans) và Hop-hornbeam (Ostrya).

## Hình ảnh

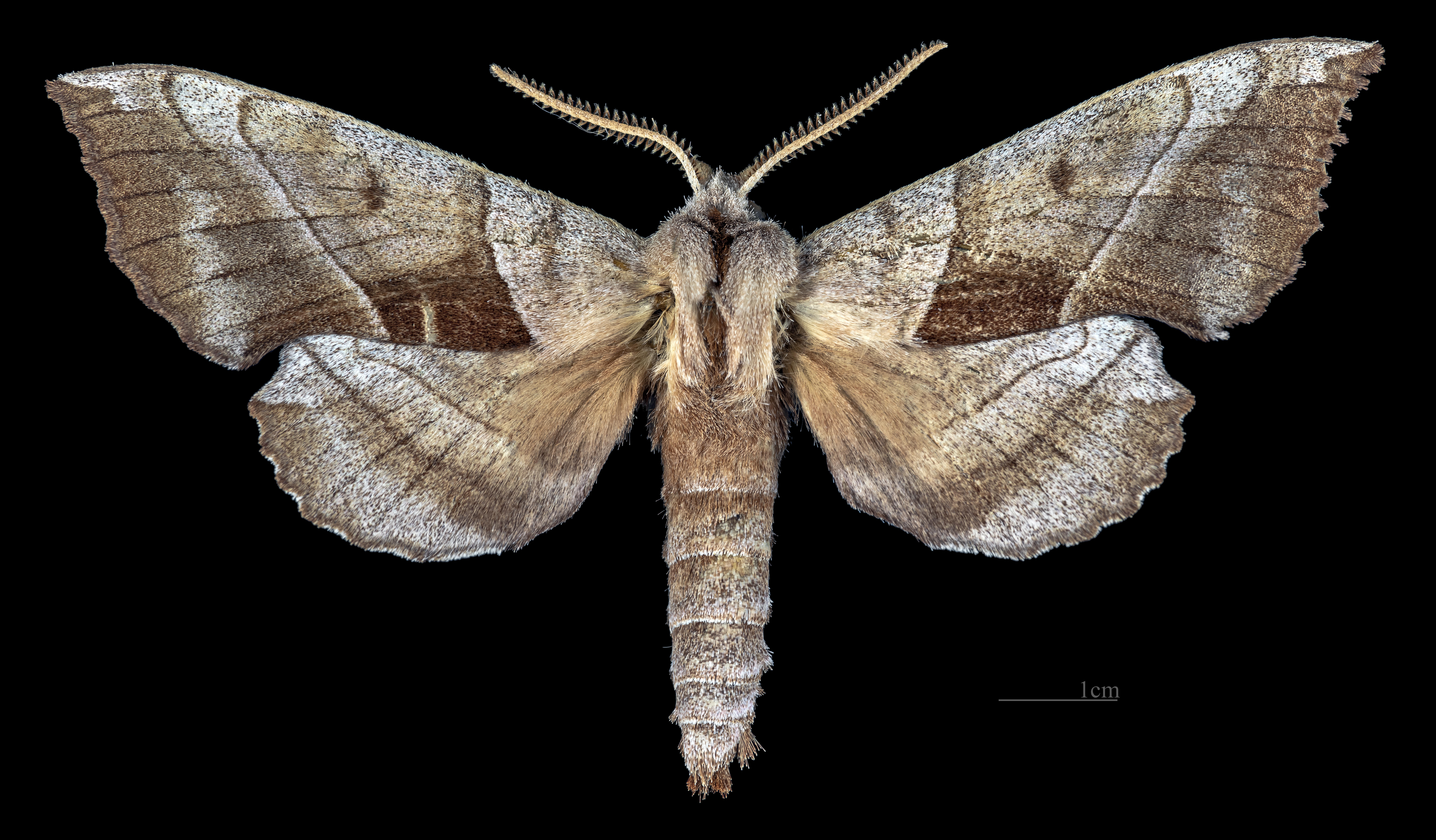
Amorpha juglandis ♂
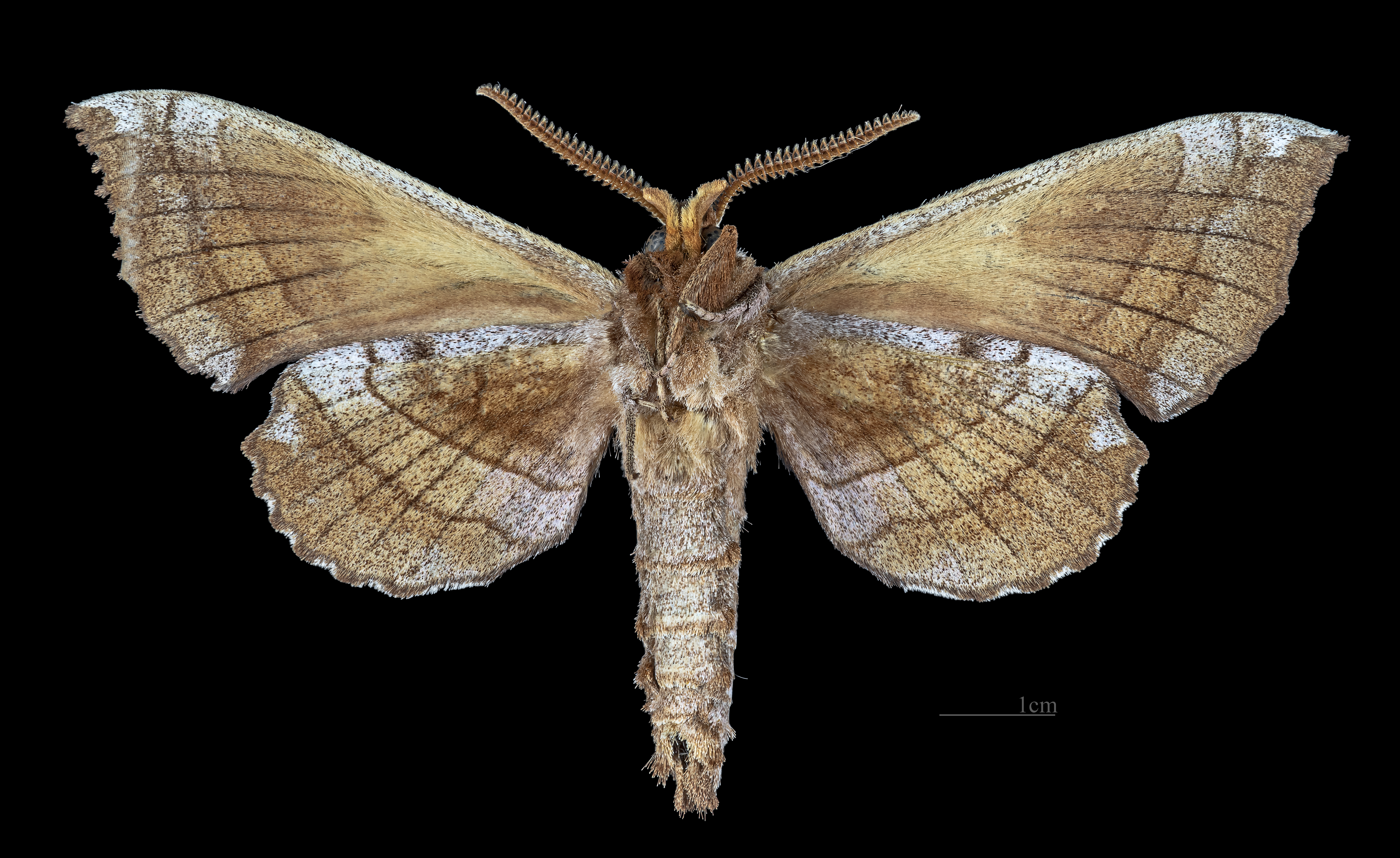
Amorpha juglandis ♂ △
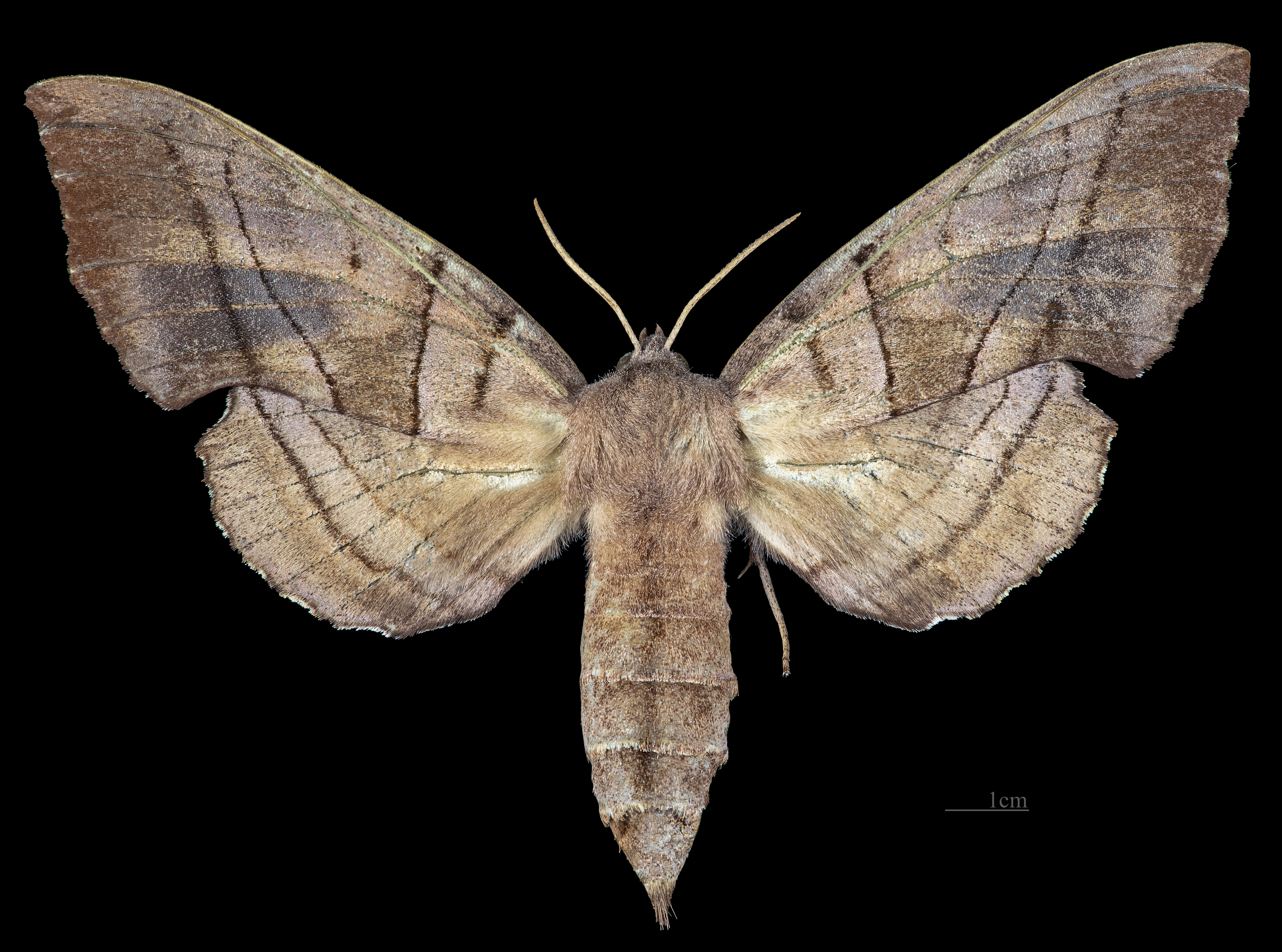
Amorpha juglandis ♀
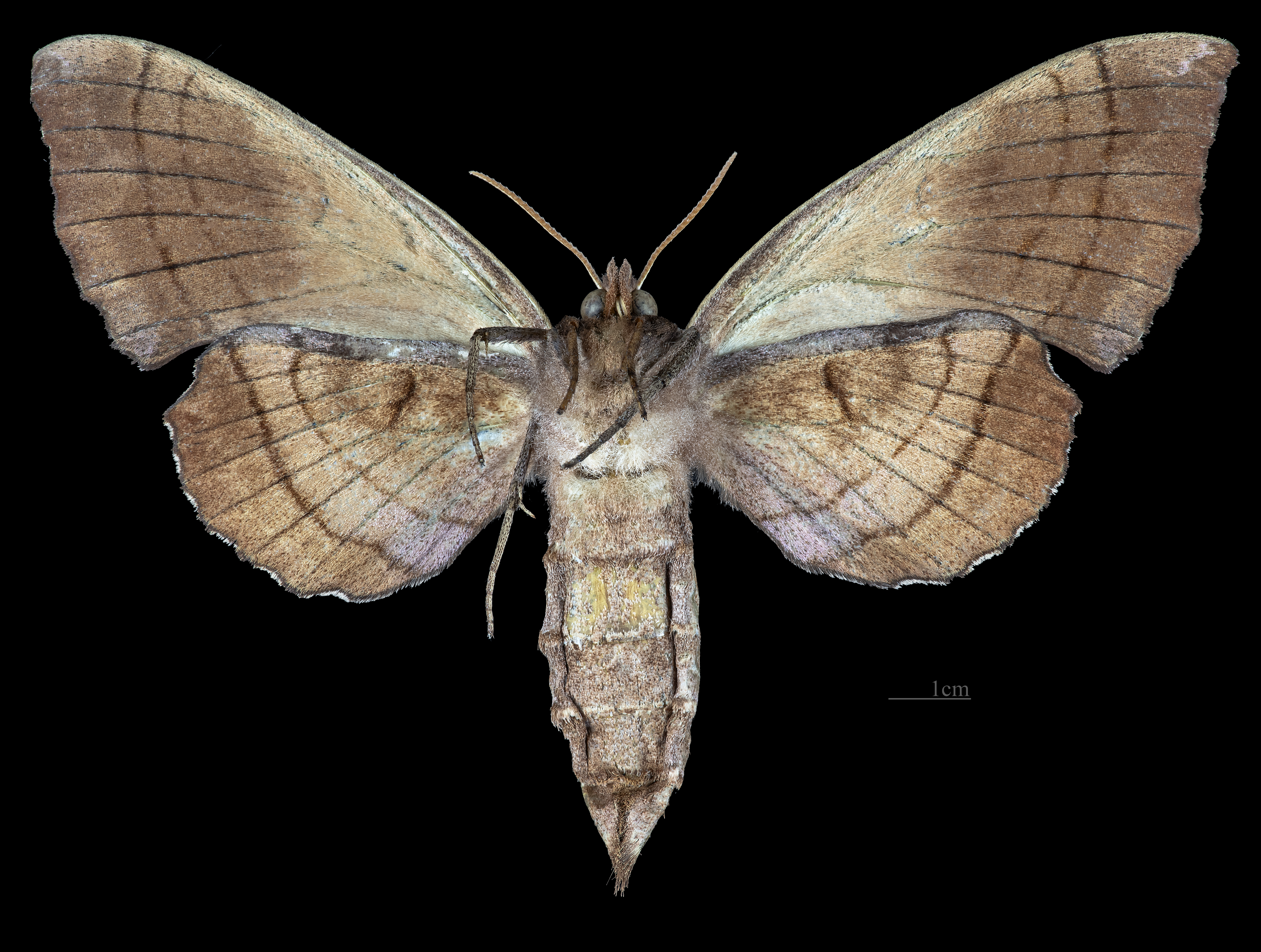
Amorpha juglandis ♀ △